# Башня Горішня
Башня Горішня (пол. Basznia Górna) — село в Польщі, у гміні Любачів Любачівського повіту Підкарпатського воєводства.
Населення — 424 особи (2011).

## Назва
У ході кампанії ліквідації українських назв у 1977—1981 рр. село мало назву Смолінка Ґурна.

## Розташування
Село лежить на Терногородському плато за 5 км від кордону з Україною. Знаходиться у давньому українському етнічному регіоні Любачівщина.

## Історія
На початку XX ст. в селі діяли хата-читальня «Просвіти» під головуванням Івана Романа, передплачувала 5 газет і журналів, кооператива, двомовна (з польською і українською мовами навчання) двокласна школа (з двома вчителями), у якій навчалося 208 учнів, з них 95 дітей греко-католиків.
На 1.01.1939 р. в селі мешкало 1500 осіб: 1170 — українців-грекокатоликів, 210 — українців-римокатоликів, 40 — поляків, 50 — євреїв, 30 — німців та інших. Греко-католики належали до парафії Башня Долішня Любачівського деканату Перемишльської єпархії. У міжвоєнний період село належало до Любачівського повіту Львівського воєводства. У складі повіту 27 листопада 1939 р. село включене до новоутвореної Львівської області. У жовтні 1944 року західна частина області включно з селом передана Польщі. Після цього українці були вивезені до СРСР, а ті, що залишилися, депортовані на понімецьку територію північної Польщі.
У 1975—1998 роках село належало до Перемишльського воєводства.

## Демографія
Демографічна структура станом на 31 березня 2011 року:
|          | Загалом | Допрацездатний вік | Працездатний вік | Постпрацездатний вік |
| -------- | ------- | ------------------ | ---------------- | -------------------- |
| Чоловіки | 224     | 61                 | 136              | 27                   |
| Жінки    | 200     | 40                 | 103              | 57                   |
| Разом    | 424     | 101                | 239              | 84                   |